# Sigmund von Arzt
Sigmund von Arzt († Ende 1584/Anfang 1585 in Salzburg) war ab 1584 nominierter Bischof des Salzburger Eigenbistums Seckau. 
Domherr und Offizial zu Salzburg wurde Sigmund von Arzt im Jahr 1576. Er war 1579 Visitator des Klosters Frauenchiemsee und 1580 von Kloster Michaelbeuern. Seit Juni 1584 war Sigmund als künftiger Bischof von Seckau nominiert. Er starb aber bereits Ende 1584 oder Anfang 1585, noch bevor die päpstliche Bestätigung eintraf.